# Rouxana ingrami
Rouxana ingrami is een krabbensoort uit de familie van de Gecarcinucidae. De wetenschappelijke naam van de soort is voor het eerst geldig gepubliceerd in 1908 door Calman.